# 1920 في السعودية
فيما يلي قوائم الأحداث التي وقعت خلال عام 1920 في السعودية.

## ظهور
- 1 يناير – طقطوقة

## مواليد

### يناير
- 1 يناير – أحمد بن إبراهيم بدر

## وفيات

### مارس
- 1 مارس – سعود بن عبد العزيز بن متعب الرشيد (مواليد 1897)